# Sonata

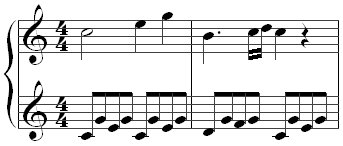
Primers compassos de la Sonata núm. 16 en do major, K. 545 (sonata facile) de Mozart.

Una sonata (del llatí i de l'italià sonare, "sonar") és una composició musical per a un instrument solista o conjunt instrumental de cambra, normalment en diversos moviments. Tota una sèrie de formes i procediments compositius des del segle xvi fins a les experiències més rupturístes de l'actualitat van rebre el nom de "sonata".
El terme, tot i ser vague —etimològicament, "sonata" significa que la composició ha de ser "tocada", en oposició a la cantata (llatí i italià cantare, cantar), que ha de ser cantada— va evolucionar al llarg de la història de la música designant diverses formes abans del període clàssic. El terme va adquirir una importància creixent en el període clàssic i a principis del segle xix va passar a designar un principi de composició d'obres a gran escala. Al segle xx el terme va continuar essent aplicat a obres instrumentals però els principis formals enunciats i ensenyats al llarg del segle xix es van debilitar o desaparèixer.

## Història
En el seu origen, al segle xvi, gairebé no es distingia d'altres formes instrumentals, com el concerto, la simfonia, la tocata, etc. Durant l'època barroca aparegueren dues modalitats essencials per a la seva evolució: la sonata da chiesa i la sonata da camera. La primera, adequada al tipus de música que es podia fer en els temples evitava tota mena de referències a la dansa, i era en quatre moviments: lent, ràpid, lent, ràpid. La segona tenia clares referències a aires de dansa, era més lliure en la seva estructura i es va desenvolupar de manera paral·lela a la suite.
La sonata era indistintament un divertiment cortesà, una obra amb finalitat didàctica o una peça instrumental destinada a l'església. El classicisme li imprimí una nova forma, en especial a la destinada al piano, caracteritzada per una harmonia simple, per un únic tema que dominava tot el moviment, per grans contrasts dinàmics i per una construcció sòlida. Això és el que s'acabarà designant com a forma sonata o forma de sonata.

## Estructura
Principalment, una sonata està formada per quatre moviments, tot i que amb el pas del temps i en aparèixer sonates "modernes", s'ha passat a utilitzar 3 temps. Per als músics més conservadors, la pauta per a la sonata és la següent:
1. Allegro de Sonata: Bàsicament, un moviment amb temps d'Allegro. La seva estructura es basa en un tema "'A'", un tema "'A" i un tema "'B'". Aquest se subdivideix en Exposició, Desenvolupament i Reexposició.

1. 1. Exposició: S'exposa un tema "A" amb la tonalitat principal de la Sonata. Normalment sol ser Allegro
  2. Desenvolupament: És el moviment més lliure de l'Allegro. Normalment, el compositor juga amb el tema "A" afegint-li o traient-li notes.
  3. Reexposició: S'exposa el tema A prima. La reexposició comença igual que a l'exposició però fa una cadència conclusiva per a finalitzar el moviment.

1. Tot seguit, arriba un Andante o un tema lent.
2. El tercer moviment sol ser una dansa, és a dir, o un minuet o un scherzo.
3. L'obra finalitza amb un rondó final.